# Viking 1
La sonda espacial Viking I es una de las dos sondas espaciales de exploración de Marte pertenecientes al programa Viking de la NASA, compuesta de una sonda orbital llamada Viking Orbiter I y una sonda de aterrizaje llamada Viking Lander I. El módulo de aterrizaje aterrizó en Marte el 20 de julio de 1976, el primer módulo de aterrizaje marciano exitoso de la historia. La Viking 1 operó en Marte durante 2307 días (más de 6 años y 15 minutos), equivalentes a 2245 días solares marcianos, la misión extraterrestre más larga hasta que el rover Opportunity batió el récordel 19 de mayo de 2010.

## Misión
Las sondas fueron lanzadas por un cohete Titan III-E/Centauro el 20 de agosto de 1975, en dirección hacia Marte, alcanzando su objetivo en unos 11 meses. La Viking Orbiter 1 alcanzó la órbita marciana el 19 de junio de 1976, y cinco días después de la inserción orbital comenzó a retransmitir las primeras imágenes. El aterrizaje de la Viking Lander 1 fue retrasado del 4 al 20 de julio, ya que las primeras fotografías del lugar de aterrizaje mostraron que no era totalmente seguro.

### Módulo orbitador
Los instrumentos de la nave se componían de dos cámaras vidicon (VIS) para obtener imágenes, un espectrómetro de infrarrojos para el mapeado de vapor de agua y radiómetros infrarrojos para el mapeo térmico. 
La misión principal del orbitador terminó con el inicio de la conjunción solar el 5 de noviembre de 1976. La misión extendida comenzó el 14 de diciembre de 1976, después de dicha conjunción solar. Las operaciones realizadas incluyeron aproximaciones a Fobos en febrero de 1977. El 7 de agosto de 1980, el Orbitador Viking 1 se fue quedando sin combustible para el control de actitud y su órbita se elevó de 357 × 33 943 kilómetros a 320 × 56 000 kilómetros para evitar el impacto con Marte y la posible contaminación hasta el año 2019. Las operaciones se dieron por terminadas el 17 de agosto de 1980, después de 1485 órbitas. Un nuevo estudio en 2009 concluyó que, aunque la posibilidad de que Viking 1 haya impactado en Marte no debe ser descartada, es sumamente probable que continúe en órbita. Se enviaron más de 57 000 imágenes a la Tierra.

### Módulo de aterrizaje
El módulo de aterrizaje y su cubierta se separaron del orbitador el 20 de julio a las 8:51 UTC. En el momento de la separación, el módulo de aterrizaje estaba orbitando a unos 5 km/s. Los retrocohetes del escudo se encendieron para iniciar la maniobra de la salida de órbita. Después de unas horas a unos 300 km de altitud, el módulo de aterrizaje se reorientó para la entrada atmosférica. El escudo térmico de la cubierta frenó la nave durante su entrada en la atmósfera. En este trayecto se emplearon sensores de presión, temperatura y densidad, así como un espectrómetro de masas para controlar el descenso. A 6 km de altitud, viajando a aproximadamente 250 m/s, el paracaídas de 16 metros de diámetro fue desplegado. Siete segundos después, el escudo se separó de la sonda, y 8 segundos después, las tres patas del módulo de aterrizaje se extendieron. En 45 segundos el paracaídas había reducido la velocidad del módulo de aterrizaje a 60 m/s. A 1,5 km de altitud, retrocohetes en el propio módulo de aterrizaje se encendieron y, 40 segundos después, aproximadamente a 2,4 m/s, la sonda tocó tierra en Marte con una sacudida relativamente ligera.
Este es el calendario de la misión de la Viking Orbiter I:
| Fecha      | Órbita | Operaciones                                                                           |
| ---------- | ------ | ------------------------------------------------------------------------------------- |
| 20/8/1975  | -      | Lanzamiento del conjunto VO-VL                                                        |
| 19/6/1976  | 0      | Puesta en órbita elíptica sincrónica (1) Inicio de la Viking Primary Mission          |
| 20/7/1976  | 92     | Separación de la VL-1                                                                 |
| 5/11/1976  | 132    | Fin de la Viking Primary Mission                                                      |
| 14/12/1976 | 162    | Inicio de la Viking Extended Mission                                                  |
| 12/2/1977  | 235    | Sincronización de la órbita con el período de Fobos (2)                               |
| 24/3/1977  | 263    | Reducción del periastro a 297 km (3)                                                  |
| ?/3/1978   | 652    | Fin de la Viking Extended Mission Inicio de la Viking Continuation Mission            |
| ?/2/1979   | 987    | Fin de la Viking Continuation Mission Inicio de la Viking Completion Mission          |
| 20/7/1979  | 1120   | Aumento del periastro a 357 km (4)                                                    |
| 7/8/1980   | 1485   | Fin de la Viking Completion Mission Fin del funcionamiento controlado desde la Tierra |

1. Puesta en órbita elíptica sincrónica: periodo 24 h; apoastro 33 000 km; periastro 1513 km; inclinación 39º.
2. Sincronización de la órbita con el periodo de Fobos: distancia 100 km.
3. Reducción del periastro a 297 km (resolución de las imágenes: 20 m).
4. Aumento del periastro a 357 km.

### Aterrizador marciano

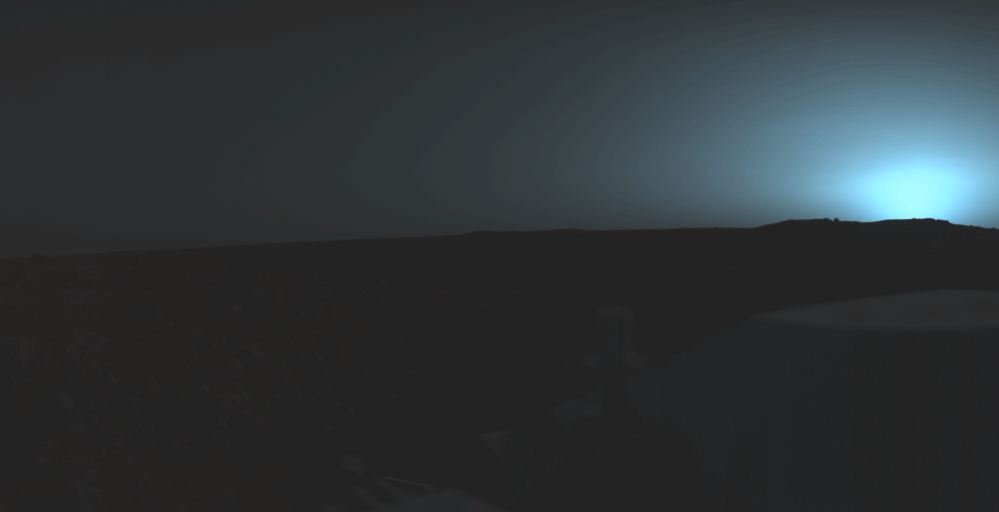
Puesta de Sol fotografiada desde la VL-1.

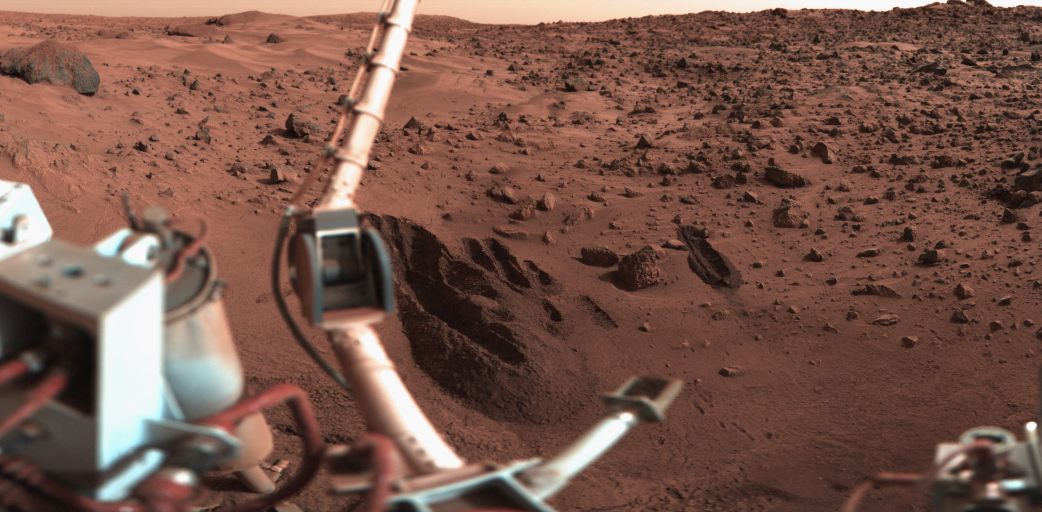
Imagen de la Viking (con color alterado) donde pueden verse las marcas de la pala mecánica de recogida de muestras.

Calendario de la misión de la Viking Lander I:
| Fecha      | Sol* | Operaciones |
| ---------- | ---- | --- |
| 20/8/1975  | -    | Lanzamiento del conjunto VO-VL |
| 20/7/1976  | 0    | Aterrizaje en Marte Inicio análisis biológicos y moleculares del suelo y atmósfera Inicio análisis inorgánicos Inicio de imágenes (modo continuo) Inicio observaciones meteorológicas (modo continuo) |
| ?/5/1977   | 307  | Fin de análisis biológicos y moleculares del suelo y atmósfera |
| 20/11/1978 | 841  | Fin de análisis inorgánicos Inicio modo Survey (envío automático de datos semanalmente) |
| ?/2/1979   | 9??  | Envío de imágenes en modo automático semanal Observaciones meteorológicas en modo automático semanal                                                                                                  |
| 13/11/1982 | ???  | Fin de operaciones del VL-1 por un fallo humano durante una actualización del software[cita requerida]                                                                                                |